# ブロニスラフ・カミンスキー
ブロニスラフ・ヴラジスラヴォヴィチ・カミンスキー（ロシア語: Бронислав Владиславович Каминский, ラテン文字転写: Bronislav Vladislavovich Kaminski、1899年6月16日 - 1944年8月28日）は、ソビエト連邦、ナチス・ドイツの軍人かつ民兵組織の指導者。
ロシア革命に伴う内戦で赤軍の兵士として参加した後、第二次世界大戦では、親ドイツ派の自警組織から発展し武装親衛隊の一部隊になった「ロシア国民解放軍（カミンスキー旅団）」の指揮官を務めた。最終階級は親衛隊少将。

## 生涯

### 出生から第二次世界大戦前まで
カミンスキーは、ロシア帝国のヴィテプスク県で、ポーランド人の父親とドイツ人の母親の間に生まれた。その後、サンクトペテルブルクの専門大学で理工学を学んでいた頃、ロシア革命に伴う内戦が発生し、赤軍側に参加。終戦後は大学に復学し、卒業後は化学工場で働く。だが、大粛清の最中の1937年に「反革命主義者グループに属した」として逮捕され、ベラルーシの近くのブリャンスクにある労働収容所に収容され、化学プラントで蒸留の仕事に従事した。最終的に1941年に刑務所から釈放され、ブリャンスク近くのスモレンスク州ロコト市に送られた。このことが、彼を反共主義へと走らせる要因となったと考えられる。

### ロシア国民解放軍の結成
ドイツ軍がバルバロッサ作戦により、当時カミンスキーが滞在していたブリャンスクを占領した時、カミンスキーの同級生であるコンスタンチン・ヴォスコボイニクは、ブリャンスクの町の代表者となり、カミンスキーはそのアシスタントになった。
その頃、町では近郊の森林を拠点に周辺の町や村に襲撃を繰り返していた赤軍パルチザンに悩まされており、町をパルチザンから守るため、ヴォスコボイニクと共に志願者を募集し、親ドイツ派住民による自警組織を結成した。当初数千人で組織された自警組織は、すぐに約10,000人に増加した。
自警組織が結成された直後、ブリャンスクの町は取り決めによってドイツ軍から自治権を与えられ、ロコト自治州となった。そして私企業の設置が認められ集団農場が廃止されるに至って、町には反共産主義のロシア人やベラルーシ人が移り住んできた。
1942年1月8日にヴォスコボイニクがパルチザンに対する任務中に殺された後、カミンスキーはヴォスコボイニクの後任として自警組織の指導者及び町の代表者になった。カミンスキーは自警組織に「ロシア国民解放軍」という公式名称を付け、さらに募集活動を行い構成員を約20,000人に増やした。
この頃、解放軍はパルチザン掃討任務などを行っていたが、反共産主義者のカミンスキーはパルチザンに対して徹底した態度で臨んでおり、ドイツ軍の連絡要員は解放軍本部の外に設けられた絞首台にぶら下がっている遺体を見たことを本部に報告している。
その後、ドイツ軍がツィタデレ作戦に失敗した頃、ソビエト連邦政府が恩赦等の条件をちらつかせて構成員の脱走を促したため、解放軍は多数の脱走者が発生して崩壊しかけたが、カミンスキーは断固として拒否し、強引な手段をもって崩壊を防いだ。

### 武装親衛隊編入後

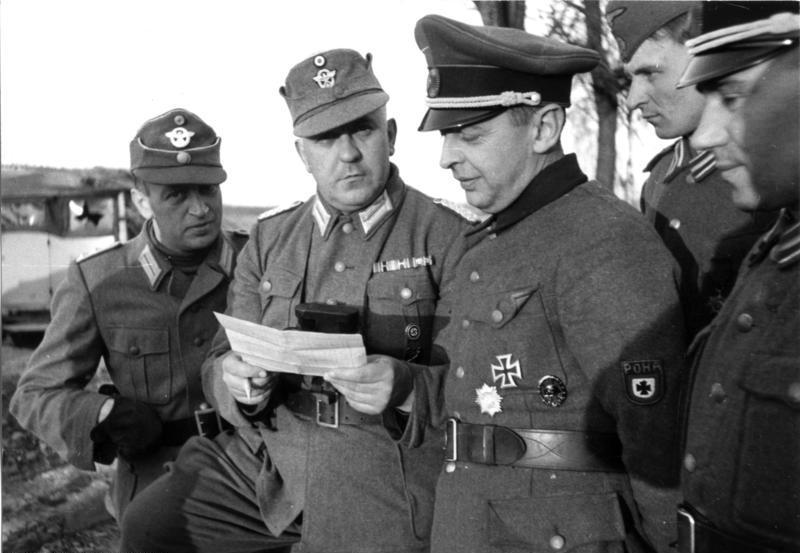
ドイツ警察師団の士官と話し合うカミンスキー（左から3人目）

解放軍は1944年初頭に戦力低下のため後方地域へ移動し、ベラルーシ人を主とする補充を受けた上で武装親衛隊に加えられ、カミンスキーは親衛隊少将に任命された。
武装親衛隊に加えられた解放軍は1944年6月に「カミンスキー特務旅団」の名称を与えられるが、直後に「SS武装突撃旅団　RONA」に変更され、1944年8月には「第29SS武装擲弾兵師団」に昇格し、カミンスキーは師団長になる。1944年8月のワルシャワ蜂起では、ヒムラーの要請により約1,700人の鎮圧部隊を率いて参加。オホタ地区での鎮圧を担当した。しかし、本来の鎮圧を目的とした戦闘は行わず、もっぱら略奪と非戦闘員に対する虐殺や婦女暴行に終始した。
1944年8月下旬に親衛隊本部内で処刑の決定がなされ、1944年8月28日、カミンスキーはリッツマンシュタット近郊で偽の自動車事故によって死亡する。親衛隊本部はカミンスキーの死をポーランド人パルチザン部隊の襲撃によるものだと発表した。なお、エーリヒ・フォン・デム・バッハ＝ツェレウスキーは、カミンスキーの殺害を正当化し、自身がワルシャワ市民への被害を防ごうとした人道主義者としてアピールする材料に利用した。
カミンスキーが殺害された直後に第29SS武装擲弾兵師団は解散され、残った師団の構成員は第600歩兵師団に編入された。

## 栄典
- 鉄十字章（1939年版）
  -  二級 - 1944年1月27日受章
  -  一級 - 1944年1月27日受章
- 1941年/1942年東部戦線冬季戦記章
- パルチザン掃討章
- 東方民族の勇気を讃えるための功労章 - 1944年受章
  - 二級
  - 一級
- 戦傷章
  - 黒章